# توبياس باور
توبياس باور (بالألمانية: Tobias Bauer)‏ (16 يوليو 1988 آندرناخ ألمانيا - ) هو لاعب كرة قدم ألماني، يلعب كلاعب وسط، لعب 121 مباراة وسجل 17 هدف.

## مسيرته

### مسيرته مع الأندية
- 2010 - 2012 لعب مع نادي كوبلنتس 29 مباراة سجل خلالها هدف.
- 2012 - 2013 لعب مع VfB Oldenburg [الإنجليزية]‏ 14 مباراة سجل خلالها هدف.
- 2013 - 2014 لعب مع SV Roßbach/Verscheid [الإنجليزية]‏ 49 مباراة سجل خلالها 11 هدف.
- 2014 - 2015 لعب مع نادي سالمروهر 29 مباراة سجل خلالها 4 أهداف.

## روابط خارجية
- توبياس باور على موقع قاعدة بيانات كرة القدم.إي يو (الإنجليزية)
- توبياس باور على موقع عالم كرة القدم.نت (الإنجليزية)